# Рорайнополис
Рорайнополис е град – община в южната част на бразилския щат Рорайма. Общината е част от икономико-статистическия микрорегион Югоизточна Рорайма, мезорегион Южна Рорайма. Населението на Рорайнополис към 2010 г. е 24 279 души, а територията е 33 593.892 km2.

## История
Общината е основана през 1995 г. със земи отделени от съседните Сау Жуау да Бализа и Сау Луис.
Градът е създаден с основаването на щаб на Института за колонизация и аграрна реформа (INCRA), близо до междущатската магистрала BR-174 през 1970-те години. Институтът поставя началото на програма за разпределението на земи, което привлича хора от цялата страна.

## География
Според данните от преброяването от 2010 г., населението на града възлиза на 24 279 жители, живеещи на територия от 33.594 km² (0,72 д/km²). Населението на Рорайнополис, както в по-голямата част на щата, се състои главно от имигранти от други части на Бразилия, повечето от щата Мараняу.
Граничи на север и запад с Каракараи, на североизток със Сау Луис и Сау Жуау да Бализа и с щата Амазонас на изток и юг.

## Други
Според репортаж на бразилското списание „Veja“ от 4 август 1999 г., Рорайнополис бива квалифициран като „Бразилският Елдорадо“, поради бързото развитие на града – от малко селце, за едва няколко години става град с около 30 хил. жители.
Градът разполага с кампус на Щатския университет на Рорайма (UERR) и мултимедиен център на Виртуалния университет на Рорайма (UNIVIRR), чиито щабове се намират в столицата Боа Виста.